# 제1방면군
제1방면군(일본어: 第1方面軍)은 일본 제국 육군의 야전군으로 1942년부터 1945년까지  만주국 북부에 주둔하고 있었다. 1945년 8월 소련의 침공 당시 소련과 교전했으며, 교전 중 사령부가 선양시에서 둔화시로 이동했다. 1945년 종전 후 해체되었다. 

## 역사
1942년 7월 4일 관동군의 많은 베테랑 사단들이 태평양 전쟁에서 남부 전선으로 대거 편입되면서 만주국 북부의 치안과 공공질서를 유지하기 위한 군사적 예비군 및 주둔군으로 관동군의 통제하에 편성되었다. 대부분 최소한으로 훈련된 예비군, 의무학생, 가정 수비 민병대로 구성되어 있으며, 적절한 무기나 물자는 없었다. 제1방면군은 현재의 중국 지린성 옌볜 조선족 자치주 둔화시에 본부를 두고 있었다.
제2차 세계대전이 끝나갈 무렵 소련이 만주국을 침공했을 때, 제1방면군의 부대는 붉은 군대의 적수가 되지 않았다는 것을 증명했다. 많은 부대가 갑옷과 탄약, 리더십이 제대로 갖춰지지 않은 상태에서 부서져 도망치거나, 집단으로 항복했다. 1945년 8월 15일 일본이 항복한 후, 기타 세이이치 사령관을 비롯한 제1지역군의 많은 생존 장병들이 시베리아 등지에서 포로가 되었다.